# Втрати силових структур внаслідок російського вторгнення в Україну (жовтень — грудень 2018)
У статті наведено список втрат українських військовослужбовців у російсько-українській війні з жовтня по грудень 2018 року.

## Список загиблих з 1 жовтня до 31 грудня 2018 року
| №        | Світлина Емблема | Прізвище, ім'я, по-батькові                | Про особу | Дата смерті       | Обставини смерті |
| -------- | ---------------- | ------------------------------------------ | --- | ----------------- | --- |
| Жовтень  |                  |                                            | |                   | |
| 4054     |                  | Влодарський Олексій Костянтинович («Скіф») | 15 грудня 1981, Гранітне Малинський район Житомирська область. Сержант, навідник 1-ї штурмової роти 24 ОШБ «Айдар» 53 ОМБр. Відвідував музичну школу, грав на баяні, писав вірші та пісні. Навчався у Малинському лісотехнічному коледжі, але навчання не закінчив. 2000—2001 проходив строкову службу у 441-му вертолітному полку в Коростені. З 2010 працював машиністом екскаватора на щебеневому заводі. У 2014 був мобілізований до 1 ОТБр як доброволець. В подальшому тричі підписував піврічні контракти. Батьки померли, залишились сестра і брат. | 2 жовтня 2018     | Загинув від кулі снайпера поблизу с. Кримське (Новоайдарський район). Похований в смт Гранітне. |
| 4055     |                  | Ятченко Олександр Олександрович            | 12 січня 1982, Зайцеве Бахмутський район Донецька область. Солдат 53 ОМБр, проходив службу в Збройних силах з жовтня 2016 року. Залишились мати, бабуся. | 4 жовтня 2018     | Про смерть військовослужбовця повідомили на facebook-сторінці Військово-цивільної адміністрації селища Зайцеве, місце й обставини не уточнено. Похований в смт Зайцеве. Прим. За повідомленням ЗМІ, загинув на ВОП поблизу с. Тошківка Попаснянського району, від кульових поранень, в результаті конфлікту зі співслужбовцем. |
| 4056     |                  | Фешко Юрій Юрійович («Хом'як»)             | 1 травня 1994, Оленівка (Магдалинівський район) Дніпропетровська область. Старший солдат, командир бойової машини — командир відділення 1-го взводу 7-ї «шаленої» роти 3-го мехбатальйону 72 ОМБр. Займався спортом, неодноразовий чемпіон району, області, захищав честь школи у змаганнях з футболу, легкої атлетики. Закінчив Кам'янський коледж фізичного виховання (м. Кам'янське) за фахом вчителя фізичного виховання. Строкову службу проходив у Нацгвардії в Павлограді, в грудні 2016 вступив на військову службу за контрактом в ЗСУ. Пройшов бої за Авдіївку, зокрема, на опорному пункті «Зеніт» неподалік Донецького аеропорту. Планував вчитися та отримати офіцерське звання. Залишились батьки, брат і наречена. | 9 жовтня 2018     | Загинув від кульового поранення у грудну клітку внаслідок обстрілу з кулемету ДШК на «Світлодарській дузі». Похований в Оленівці. Згідно повідомлення прес-центру ООС, на Світлодарському напрямку противник обстріляв позиції Об'єднаних сил поблизу смт Луганське та с-ща Новолуганське з мінометів 120-го та 82-го калібру, гранатометів та великокаліберних кулеметів. Поблизу с-ща Травневе (Бахмутський район) противник застосував гранатомети та великокаліберні кулемети. В ході бойових дій загинув один військовослужбовець. |
| 4057     |                  | Магас Роман Володимирович                  | 17 травня 1991, Баня Лисовицька Стрийський район Львівська область. Солдат, номер обслуги зенітного артилерійського відділення взводу охорони 223 ЗРП ПвК «Захід». У 6 років втратив матір. Закінчив Стрийське ПТУ № 34 за фахом техніка-будівельника. У серпні 2014 добровольцем прийшов до військкомату та підписав контракт на військову службу у Повітряних силах, неодноразово відряджався до інших з'єднань в зону АТО, в липні 2018 поїхав у четверте відрядження — до 128 ОГШБр, на посаду гранатометника. Залишились батько, сестра, дружина та дитина. | 10 жовтня 2018    | Загинув близько 9:00 під час виконання бойового завдання поблизу с. Гранітне (Волноваський район) внаслідок підриву на мінно-вибуховому пристрої. Похований в с. Баня Лисовицька. |
| 4058     |                  | Дронов Сергій Анатолійович                 | 20 жовтня 1997, 20 років, Чигирин Черкаська область. Мешкав у м. Кропивницький. Солдат, оператор радіолокаційної системи 548-ї окремої радіолокаційної роти 115-го радіотехнічного батальйону 138 РТБр. З першого класу навчався грати на піаніно та гітарі. Грав у футбол, з 7 класу займався тайським боксом. У вересні 2013 вступив до Чигиринського професійно-технічного ліцею № 17 на спеціальність «Оператор електронно-обчислювальних та обчислювальних систем; налагоджувальник технологічного устаткування». Відвідував гурток фотографування та брав активну участь у спортивних змаганнях, був нагороджений дипломом Комітету з фізичного виховання та спорту Міносвіти за 3 місце у змаганнях до Дня Збройних сил України. Не закінчивши навчання 25.02.2016 вступив на військову службу за контрактом, з 15.04.2016 служив у Повітряних силах. 15.01.2017 був відряджений до 14 ОМБр в Луганську область, навідник протитанкової артилерійської батареї протитанкового артилерійського дивізіону. У липні 2018 відряджений до 128 ОГШБр в зону ООС, стрілець 5-ї роти 2-го батальйону. Залишились мати і брат. | 10 жовтня 2018    | Загинув близько 9:00 під час виконання бойового завдання поблизу с. Гранітне (Волноваський район) внаслідок підриву на мінно-вибуховому пристрої, — від численних осколкових поранень помер під час транспортування до лікарні. Похований у Чигирині. |
| 4059     |                  | Бакланова Алєся Олександрівна              | 11 січня 1999, 19 років, Караван-Солодкий Марківський район Луганська область. Солдат, стрілець 1-го мехбатальйону 92 ОМБр. Любила техніку і мотоцикли. З початком війни очолила у школі волонтерський рух з плетіння сіток для фронту. Навчалася у Старобільському коледжі ЛНАУ, спеціальність «Технологія виробництва і переробки продукції тваринництва». У 18 років перевелась на заочну форму навчання і вступила на військову службу за контрактом. Пройшла підготовку на полігоні у Старичах, воювала в районі Мар'їнки та Авдіївки. Збиралась їхати складати сесію. Залишились батьки і брат. | 10 жовтня 2018    | Загинула близько 20:00 на бойовій позиції Шахта «Бутівка», у 300 метрах від позицій противника. Смертельне кульове поранення отримала, коли визирнула з бійниці для огляду бойових позицій через прилад нічного бачення. Прим., позиція «Шахта» (Шахта «Бутівка») — вентиляційний ствол шахти «Бутівка-Донецька» («Путилівська»), що розташований між Авдіївкою та окупованим с. Спартак (Ясинуватський район) (не плутати з самою шахтою «Бутівка-Донецька», яка знаходиться на північній околиці м. Донецьк). Похована в с. Караван-Солодкий. |
| 4060     |                  | Стоянський Павло Васильович («Маріуполь»)  | 3 лютого 1989, Маріуполь. Старший солдат, стрілець 1-го відділення 2-го взводу 2-ї роти мотопіхотного батальйону (колишній 1 ОМПБ «Волинь») 14 ОМБр. Був єдиним сином у матері, яка виховувала його сама. Після закінчення ПТУ м. Маріуполь працював за фахом — сантехніком. 13.10.2016 підписав контракт на військову службу у 1 ОМПБ «Волинь», був кулеметником 3-ї роти. Першу ротацію пройшов на Луганщині з грудня 2016 по листопад 2017, зокрема, у Станиці Луганській. 21.04.2018 знову вирушив на фронт. Залишилась мати. | 10 жовтня 2018    | Загинув біля хутору Вільний, що на околицях населеного пункту Золоте-4 (входить до складу м. Золоте Попаснянського району), від смертельного поранення у черевну порожнину кулею снайпера. Похований у Маріуполі. |
| 4061     |                  | Корна Андрій Миколайович                   | 30 липня 1991, Хорол Полтавська область. Сержант, старшина 8-ї механізованої роти 3-го мехбатальйону 72 ОМБр. 2011 закінчив Полтавський університет економіки і торгівлі. З початком війни у липні 2014 пішов добровольцем до батальйону «Азов», потім проходив службу в БПСМОП «Полтава». 28.12.2016 підписав контракт на службу в ЗСУ. Боронив Авдіївку, воював на Шахті Бутівці. Нагороджений кількома відзнаками. Залишилась батьки і старший брат. | 12 жовтня 2018    | Загинув близько 19:45 в районі смт Зайцеве Бахмутського району. ЗМІ повідомляють, що, за попередніми даними, підірвався на вибуховому пристрої з «розтяжкою». За даними військкомату, зазнав смертельного поранення через вибух гранати (обставини не уточнено). Похований на Центральному кладовищі Хоролу. Прим. В прес-центрі ООС повідомляли про бойові втрати за 12 жовтня: внаслідок обстрілу один військовослужбовець отримав легке поранення. |
|          |                  | Головко Віктор Миколайович                 | 24 липня 1972, Кремінна Луганська область. Військовослужбовець 53 ОМБр. Залишились мати та брат. | 13 жовтня 2018    | Помер за місцем проходження військової служби у Трьохізбенці Луганській області, обставини не уточнено. Похований на міському цвинтарі м. Кремінна. |
| 4062     |                  | Моспан Антон Юрійович                      | 24 грудня 1991, Умань Черкаська область. Мешкав у м. Черкаси. Старший солдат, командир бойової машини — командир відділення 8 ОГШБ (в/ч А3029) 10 ОГШБр. Займався боксом. Закінчив Черкаський професійний автодорожній ліцей. 10.11.2015 був призваний на строкову військову службу, курсант 169 НЦ «Десна». 01.03.2017 підписав контракт. Залишились батьки і брат. | 15 жовтня 2018    | Загинув вдень від поранення у голову кулею снайпера, під час пересування на опорному пункті в ході вогневого зіткнення поблизу с. Кримське (Новоайдарський район). Похований у Черкасах. |
| 4063     |                  | Циганко Юліан Анатолійович («Таклбері»)    | 12 вересня 1975, Львів. Головний сержант взводу — командир відділення 3-го механізованого батальйону 24 ОМБр. Здобув професію столяра. До війни працював на залізниці, ремонтував залізничні колії; працював в деревообробному цеху, опанував фах сантехніка. У травні 2014 пішов добровольцем у 3-й БТО «Воля» (спочатку був кухарем господарчого відділення). Воював біля Луганська, звільняв м. Щастя. Демобілізувався 04.06.2015, а 17.08.2015 вдруге пішов на фронт, у 24 ОМБр, пройшов бої за Бахмутку: Кримське, Трьохізбенка. З листопада 2015 перебував на лікуванні після тяжкого поранення. Інвалід війни ІІ групи. Рідних немає. | 16 жовтня 2018    | Помер о 8:10 у Головному військовому госпіталі м. Київ, внаслідок тяжкого поранення на бойовому чергуванні біля с. Кряківка Новоайдарського району 17.11.2015, і 35 місяців боротьби за життя, — ворожі кулі уразили печінку та кишку, з того часу перебував на лікуванні, переніс понад 40 операцій, 10.09.2018 повернувся з лікування у Відні (Австрія), до київського шпиталю. 4 жовтня у стані коми був переведений до реанімації, 16 жовтня помер. Похований у Львові, на Личаківському цвинтарі на Полі почесних поховань № 76. |
| 4064     |                  | Бойко Андрій Юрійович                      | 19 травня 1998, 20 років, Лубни Полтавська область. Солдат, номер обслуги мінометного взводу мінометної батареї механізованого батальйону 28 ОМБр. Закінчив Лубенський фінансово-економічний коледж ПДАА. На військовій службі за контрактом — з лютого 2017. ЗМІ зазначають, що служив у 1 ОТБр. Залишилась мати. | 16 жовтня 2018    | Загинув близько 22:00 від поранення у голову кулею снайпера поблизу м. Мар'їнка. Похований у Лубнах. |
| 4065     |                  | Білік Павло Пентелейович                   | 29 липня 1980, Костичани Новоселицький район Чернівецька область. Мешканець смт Томашпіль Вінницька область. Солдат, стрілець-помічник гранатометника механізованого відділення механізованого взводу механізованої роти механізованого батальйону 28 ОМБр. Після строкової служби у 2001—2004 працював в ДСО при УМВС в Чернівецькій області на посаді охоронця. У вересні 2008 переїхав на постійне місце проживання в Томашпіль (селище Горишківське). З 2009 по 2017 працював в КП «Томашпільводоканал». На військовій службі за контрактом — з 02.10.2017. Залишилися батьки та донька-десятикласниця. | 16 жовтня 2018    | Загинув від смертельного поранення кулею снайпера поблизу м. Мар'їнка. Похований на новому кладовищі смт Томашпіль. |
| 4066     |                  | Ур Олександр Олександрович                 | 23 грудня 1984, Есень Ужгородський район Закарпатська область. Старший солдат, гранатометник 2-го відділення 2-го взводу 1-ї роти 15 ОГПБ 128 ОГШБр. Етнічний угорець, виріс у селі на самому кордоні з Угорщиною. До війни працював будівельником. З 17.05.2016 проходив військову службу за контрактом. Воював у Широкиному, на Шахті Бутівка, в районі Горлівки. Залишилися дружина та однорічна донька. | 23 жовтня 2018    | Загинув від кулі снайпера у Волноваському районі (прим., в штабі ООС повідомляли про обстріли поблизу Старогнатівки). Похований у селі Солодководне Розівського району Запорізької області, де мешкає родина. |
| 4067     |                  | Котяш Олександр Сергійович                 | 18 березня 1992, Залужжя (Дубровицький район) Рівненська область. Старший сержант, військовослужбовець відділу прикордонної служби «Дубровиця» Луцького прикордонного загону ДПСУ. Відряджений до Краматорського прикордонного загону, ВПС «Калинове». Закінчив Рівненський автотранспортний технікум за спеціальністю «Регулювання дорожнього руху». Після строкової служби з 2013 служив у прикордонних військах за контрактом, з 2014 періодично перебував у зоні бойових дій на Сході України. Залишились батьки та два брати. | 24 жовтня 2018    | Загинув від кульового поранення в зоні ООС на території Донецької області (обставини не уточнено). Похований в с. Залужжя. У штабі ООС повідомляли про бойові втрати за 24.10.2018: в ході бойових дій один військовий отримав поранення. |
| 4068     |                  | Фомін Олег Олегович («Фома»)               | 26 березня 1991, Улянівка (Олександрійський район) Кіровоградська область. Старший солдат, кулеметник 22 ОМПБ «Харків» 92 ОМБр. Працював охоронцем у місцевому агропідприємстві. До військкомату прийшов добровольцем, служив у 37 ОМПБ «Запоріжжя» на Маріупольському напрямку: Широкине (з квітня 2015), Павлопіль, Чермалик. Кулеметник, навідник БРДМ. Повернувся додому, а за три місяці підписав контракт з 22 ОМПБ, воював в районі Мар'їнки. Залишилась дружина та дві маленькі доньки, 8 і 4 років. | 26 жовтня 2018    | Помер близько 2:00 у Львівському військовому госпіталі після тривалого лікування важкої травми шийного відділу хребта внаслідок нещасного випадку, — зазнав травми 19.08.2017 під час пірнання на водосховищі неподалік окупованого смт Оленівка (Волноваський район), проходив лікування у Покровську, Дніпрі, Одесі, Львові, весь час був прикутий до ліжка. Поховання в Ульянівці. |
| 4069     |                  | Дарій Дмитро Кузьмович                     | 25 жовтня 1971, Сергії Путильський район Чернівецька область. Мешкав у с. Суховерхів Кіцманський район. Солдат, навідник гірсько-штурмової роти 8 ОГШБ (в/ч А3029) 10 ОГШБр. 1985—1990 навчався у Київському спортивному інтернаті фізичного виховання. 2006 закінчив Національний університет фізичного виховання і спорту України, м. Київ. Учасник Революції Гідності. З 14.08.2014 по 01.09.2015 проходив службу за мобілізацією у 80 ОАеМБр, з 15.10.2014 — в зоні АТО. 21.09.2018 підписав контракт. Розлучений, дітей немає, залишилася мати (померла 3 січня 2019). | 27 жовтня 2018    | Загинув у ніч на 28 жовтня від кулі снайпера в ході бою поблизу с. Кримське (Новоайдарський район), від тяжкого поранення в обличчя помер на місці. Похований в с. Суховерхів. |
| 4070     |                  | Україна                                    | 17 квітня 1970. Солдат 5-ї батальйонної тактичної групи (в/ч А1493, Кременчук) 81 ОАеМБр. | 27 жовтня 2018    | За повідомленням ЗМІ, у Головному військовому клінічному госпіталі м. Київ помер військовий, — від травм, що зазнав 8 жовтня внаслідок наїзду БРДМ в районі Слов'янська. |
| 4071     |                  | Гаврилюк Ярослав Степанович («Сява»)       | 13 травня 1970, Банилів Вижницький район Чернівецька область. Мешкав у м. Вижниця та у м. Одеса. Сержант, командир розвідувального відділення 28 ОМБр. У 1990-х брав участь у збройному конфлікті в Югославії. В бригаді — з 2015, спочатку був снайпером, по тому перейшов у розвідку. Постійно ходив у «сіру зону», де відстежував позиції ворожих снайперів. Одружений. | 28 жовтня 2018    | За даними видання «Думська» з посиланням на джерела у військовій прокуратурі та 28-ій бригаді, помер від тяжких тілесних ушкоджень, які були йому нанесені на ґрунті неприязних особистих стосунків старшим за посадою військовослужбовцем, в районі м. Мар'їнка. За фактом відкрите кримінальне провадження. Похований в Одесі, на Таїрівському цвинтарі. Також «Думська» повідомляє, що підозрюваний у злочині був членом проросійської партії «Родіна», — у 2010 балотувався до Одеської облради. |
| 4072     |                  | Оніщук Віталій Віталійович                 | 17 лютого 1976, Кам'янка (Липовецький район) Вінницька область, нині — мікрорайон м. Липовець. Солдат, механік-водій евакуаційного відділення евакуаційного взводу ремонтної роти 59 ОМПБр. Закінчив Вінницький аграрний університет. До війни працював юристом в Липовецькій ЦРЛ. Був активним учасником Революції гідності. У війську з 29.03.2016, підписав контракт. Залишилися батько, дружина та дві доньки. | 29 жовтня 2018    | Загинув близько 16:30 під час проведення ремонтних робіт внаслідок вибуху боєприпасу ВОГ-25 у пункті ремонту техніки на території військової частини в смт Новоайдар, ще один військовослужбовець зазнав численних осколкових поранень середньої тяжкості. Похований в Липовці, у Кам'янці. |
| 4073     |                  | Україна                                    | 21 рік. Військовослужбовець (підрозділ не уточнено). | 30 жовтня 2018    | Помер у ВМКЦ Південного регіону, м. Одеса. Військовослужбовця було доставлено вертольотом 28 жовтня із зони проведення ООС (потребує підтвердження) у стані коми, — важку черепно-мозкову травму дістав унаслідок ДТП. |
| 4074     |                  | Давидок Андрій Олегович                    | 1 грудня 1991, Борозенське Великоолександрівський район Херсонська область. Військовослужбовець 16-го окремого батальйону НГУ (в/ч 3056, Херсон). Навчався у ХДАУ. У 2014 році пройшов бої за Іловайськ, під час виходу з оточення потрапив у полон, де перебував 3 місяці. Залишилися батьки, дружина та маленька донька. | 31 жовтня 2018    | Помер у військовому госпіталі в результаті важкого поранення, отриманого на сході України (місце та обставини не уточнені). Поховання 4 листопада в с. Борозенському. |
| Листопад |                  |                                            | |                   | |
| 4075     |                  | Гончаренко Ігор Андрійович                 | 5 березня 1994, Станишівка (Житомирський район) Житомирська область. Старший солдат, стрілець-помічник гранатометника 8-ї механізованої роти 72 ОМБр. Закінчив Житомирське ПТУ № 1 за фахом будівельника. Пройшов строкову службу у частині НГУ в Одесі. З весни 2016 служив за контрактом у 20-му окремому батальйоні радіоелектронної боротьби (в/ч А1262, Житомир). Відряджений в зону ООС до 72-ї бригади. Залишилися мати, вітчим та двоє братів. | 1 листопада 2018  | Увечері дістав смертельне поранення в ході бойових дій поблизу смт Зайцеве на Горлівському напрямку, внаслідок обстрілу опорного пункту з ВКК та стрілецької зброї. Похований у Станишівці. |
| 4076     |                  | Пасичнюк Максим Вікторович                 | 30 жовтня 1978, Петропавловськ-Камчатський РРФСР. З 1989 мешкав у с. Губин (Локачинський район) Волинська область, з 1994 — у Луцьку. Молодший сержант, старший телефоніст-гранатометник взводу зв'язку 14 ОМБр. 1994 закінчив Луцьке ПТУ № 6 за фахом кіномеханіка. 19.06.2017 вступив на військову службу за контрактом, після навчання на полігоні 23.10.2017 зарахований до складу 14-ї бригади. Залишилися мати і брат. | 4 листопада 2018  | Загинув в районі м. Золоте, поблизу хутора Вільний (Золоте-4) від кулі ворожого снайпера. Після прощання у Луцьку похований в с. Губин. |
| 4077     |                  | Воробей Іван Володимирович                 | 3 липня 1999, 19 років, Дігтярівка (Новгород-Сіверський район) Чернігівська область. Солдат, заступник командира бойової машини — навідник-оператор 3-го відділення 2-го взводу 1-ї гірсько-штурмової роти 109 ОГШБ (в/ч А3892) 10 ОГШБр. Закінчив Шосткинський ліцей за фахом токаря. На військовій службі за контрактом — з 27.04.2018. Залишилися батьки, сестра та бабуся, яка виховувала хлопця. | 9 листопада 2018  | Загинув у бою поблизу с. Кримське (Новоайдарський район). О 21:15, окупанти відкрили зосереджений вогонь зі стрілецької зброї по одному з опорних пунктів, що розташований впритул до «Бахмутської траси» (біля окупованого Жолобка). Підрозділ, що вступив у бій, був своєчасно посилений, за годину вогнева активність ворога була повністю подавлена, проте в ході бою, під час висування резерву до бойових позицій, солдат Воробей зазнав смертельного вогнепального поранення. Солдат Летюк намагався перетягнути пораненого до окопу, але також дістав смертельне поранення. Про обставини розповів командир батальйону майор Володимир Бабанін. Похований в с. Дігтярівці. |
| 4078     |                  | Летюка Євген Валерійович                   | 24 липня 1998, 20 років, Петропавлівка (Станично-Луганський район) Луганська область. Солдат, механік-водій 3-го відділення 2-го взводу 1-ї гірсько-штурмової роти 109 ОГШБ 10 ОГШБр. На військовій службі за контрактом — з 29.07.2016, служив на посаді командира відділення 108 ОГШБ (в/ч А3715) 10 ОГШБр. Залишився неповнолітній брат, обидва росли сиротами. | 9 листопада 2018  | Загинув у бою поблизу с. Кримське (Новоайдарський район), рятуючи пораненого побратима. О 21:15, окупанти відкрили зосереджений вогонь зі стрілецької зброї по одному з опорних пунктів, що розташований впритул до «Бахмутської траси» (біля окупованого Жолобка). Підрозділ, що вступив у бій, був своєчасно посилений, за годину вогнева активність ворога була повністю подавлена, проте в ході бою, під час висування резерву до бойових позицій, смертельного поранення зазнав солдат Воробей. Солдат Летюк намагався перетягнути пораненого до окопу, але також дістав смертельне наскрізне вогнепальне поранення у голову. Похований в смт. Петропавлівка.                 |
| 4079     |                  | Олійник Юрій Михайлович («Полтава»)        | 15 листопада 1974, Іванівка Кобеляцький район Полтавська область. З 2006 мешкав у м. Київ (Святошинський район). Старшина, снайпер 4-го мехбатальйону 72 ОМБр. З багатодітної родини, де було четверо синів, батько рано помер. Закінчив Кобеляцьке ПТУ за фахом тракториста-машиніста. Працював у Києво-Святошинському дорожньо-експлуатаційному управлінні трактористом. Захоплювався полюванням. У 2014—2015 служив за мобілізацією (доброволець третьої хвилі, мобілізований 04.09.2018), 12 БТО «Київ» (12 ОМПБ), спочатку служив у 2-ій роті, потім був командиром відділення 4-ї роти. В подальшому підписав контракт. Розлучений, залишилося двоє дітей — син 1996 р. н. і донька 1998 р. н., та двоє братів, один з яких — також учасник АТО. | 10 листопада 2018 | Під час рекогностування місцевості та проведення інженерної розвідки між спостережними постами на Світлодарському напрямку, поблизу смт Луганське, внаслідок спрацювання встановленого ворогом радіокерованого фугасу за 700 метрів від позицій українських захисників загинули двоє військовослужбовців, ще двоє зазнали поранень. Похований в Іванівці. |
| 4080     |                  | Селіхов Роман Павлович («Гера»)            | 8 серпня 1976, Новомосковськ Дніпропетровська область. Мешкав у м. Перещепине Новомосковський район. Старший сержант, інструктор снайперів 169 НЦ «Десна». Виріс в родині військових, дід — військовий льотчик, батько — ракетник. Закінчив юридичний університет (ймовірно, Дніпропетровський державний університет внутрішніх справ), але працювати в МВС не захотів. Працював у сфері будівництва. Хобі: високоточна стрільба. 2015—2016 служив за мобілізацією, 81 ОАеМБр, 5 БТГр, розвідник 2-го взводу розвідроти, виконував обов'язки заступника командира взводу. Бойовий шлях: Попасна, Горлівка, Опитне, Авдіївка; опорні пункти «Зеніт», «Шахта Бутівка», «Мурашник». Після демобілізації якийсь час служив у військкоматі в Дніпрі, по тому його запросили до 169 НЦ «Десна». Закінчивши в Україні канадсько-литовські снайперські курси, став інструктором снайперів. 2018 в Литві посів третє місце на європейському чемпіонаті з військового снайпінгу в особистому заліку. Вирушив на фронт до 72 ОМБр. Залишилися батьки, дружина та дві дорослі доньки. Батько — Павло Селіхов, полковник у відставці, був заступником командира 6-го армійського корпусу, з червня 2015 до лютого 2017 — голова Новомосковської РДА. | 10 листопада 2018 | Під час рекогностування місцевості та проведення інженерної розвідки між спостережними постами на Світлодарському напрямку, поблизу смт Луганське, внаслідок спрацювання встановленого ворогом радіокерованого фугасу за 700 метрів від позицій українських захисників загинули двоє військовослужбовців, ще двоє зазнали поранень. Похований на Краснопільському кладовищі Дніпра. |
| 4081     |                  | Трояновський Віталій Юрійович              | 16 грудня 1981, Подільськ (колишній Котовськ) Одеська область. Санінструктор 31-го окремого ремонтно-відновлювального батальйону (в/ч А1536, Подільськ) ОК «Південь». У 2001 закінчив Котовське медучилище (Медичне училище ім. В. О. Жуковського), фельдшер. У 2011 — ОДУ ВС. З 2003 по 2015 служив в ОВС. По тому працював інспектором безпеки лінійної частини НПС «Степова» філії «Південні магістральні нафтопроводи» ПАТ «Укртранснафта». З травня 2017 служив за контрактом у Подільську, був відряджений до 28 ОМБр в зону ООС. Залишились батьки, дружина, діти. | 14 листопада 2018 | За даними видання «Думська» з посиланням на джерела у 28-ій бригаді, помер в районі проведення ООС. Згідно повідомлення, смерть військовослужбовця не пов'язана з веденням бойових дій, причини з'ясовує слідство. Похований у Подільську. |
| 4082     |                  | Лук'янець Олександр Петрович («Олекса»)    | 22 серпня 1979, Шевченківське (Більмацький район) Запорізька область. Сержант, старшина 3 мотопіхотної роти 21 ОМПБ «Сармат» 56 ОМПБр. На фронті — з грудня 2014, з 2016 служив за контрактом у 21 ОМПБ. Залишився брат — Руслан Забілий, гендиректор Національного музею-меморіалу «Тюрма на Лонцького». | 15 листопада 2018 | Пішов з життя за станом здоров'я в зоні проведення ООС (прим. Підрозділи 56-ї бригади виконують завдання в районі Маріуполя). Поховання 18 листопада в с. Шевченківське. |
| 4083     |                  | Онофрейчук Віталій Георгійович             | 22 квітня 1981, Чернівці. Сержант, командир 2-го відділення 2-го взводу 1-ї гірсько-штурмової роти 109 ОГШБ (в/ч А3892) 10 ОГШБр. З 2001 по 2006 проходив службу у складі елітної військової бригади (ймовірно, йдеться про 80 ОАеМБр), 2001—2002 брав участь у миротворчій місії в Косові. 30.01.2017 вступив на військову службу за контрактом, 27.08.2018 підписав черговий контракт. Залишились батьки. | 17 листопада 2018 | Загинув о 0:55 на бойовому посту внаслідок прямого влучення міни у бліндаж під час обстрілу поблизу смт Новотошківське. Тіло направлене на експертизу. Похований на Алеї Слави центрального кладовища м. Чернівці. |
| 4084     |                  | Кузнєцов Віталій Вікторович («Кузя»)       | 9 липня 1974, Івано-Франківськ. Майор, помічник начальника штабу — начальник розвідки 8 ОГШБ 10 ОГШБр. На фронті — з серпня 2014, доброволець, служив у званні капітана на посаді заступника командира батальйону з бойової підготовки 4 БОП НГУ «Крук» (в/ч 1241), виконував завдання в районі Попасної, пройшов важкі бої біля Кримського в січні 2015. Згодом вступив на військову службу за контрактом в ЗСУ. Залишилась дружина та троє дітей — донька і два маленьких сини. | 21 листопада 2018 | Помер під час бойового чергування поблизу с. Кримське (Новоайдарський район) внаслідок раптової зупинки серця. Похований у Франківську. |
| 4085     |                  | Гаркуша Сергій Вікторович («Дизайнер»)     | 11 вересня 1990, Валява Черкаська область. Старший солдат, навідник кулеметного взводу 2-ї механізованої роти 1-го мехбатальйону 28 ОМБр. Батько помер, коли Сергію було 8 років. Після закінчення школи рік працював будівельником у Києві, по тому — на цегельному заводі ПП «Агросвіт Валява» в рідному селі. 15.09.2016 вступив на військову службу за контрактом. Залишилися мати, вітчим, сестра, молодший брат і наречена. | 24 листопада 2018 | Загинув о 19:45 під час бойового чергування на ВОП в районі м. Красногорівка, — в ході бою дістав несумісне із життям осколкове поранення у живіт від кумулятивного пострілу з СПГ-9. Помер на руках бойового побратима й однокласника, з яким разом пішов до війська. Похований в с. Валява. |
| 4086     |                  | Олійник Володимир Іванович                 | 5 вересня 1972, Студена Піщанський район Вінницька область. Солдат (підрозділ не уточнено). Рано залишився сиротою. Після строкової служби працював слюсарем в СВК «Прогрес». У 2015 був призваний за мобілізацією під час 6-ї хвилі. В подальшому вступив на військову службу за контрактом, який чотири рази подовжував (крайній контракт уклав у травні 2018). Залишились дружина та двоє синів. | 25 листопада 2018 | У ніч з 24 на 25 листопада у м. Маріуполь, в готелі по вул. Кірова, стався конфлікт між військовослужбовцями, в ході якого двоє дістали ножові поранення. Володимир Олійник помер в хірургічному відділенні військового мобільного госпіталю від множинних ножових поранень у груди. Похований в с. Студена. 14.02.2020 Іллічівський райсуд міста Маріуполя визнав винним і засудив до 9 років позбавлення волі військовослужбовця, який наніс Володимиру Олійнику сім ножових поранень, що призвели до його смерті. |
| 4087     |                  | Лахай Віктор Михайлович                    | 25 листопада 1977, Велика Глуша Любешівський район Волинська область. З 1986 мешкав у Луцьку. Молодший сержант, командир взводу БМП 14 ОМБр. Закінчив Луцьке ВПУ № 6. У 1996—1998 проходив строкову службу. Працював на різних роботах, деякий час займався розповсюдженням газет. Учасник Помаранчевої революції та Революції Гідності. Вступив на військову службу за контрактом, пройшов підготовку у 169 НЦ «Десна», з жовтня 2018 ніс службу на передовій. Залишились мати та дві сестри. | 25 листопада 2018 | Загинув у свій день народження, в ніч на 26 листопада, від вогнепального поранення під час чергування в результаті кулеметного обстрілу ВОП поблизу с. Катеринівка (Попаснянський район). Похований на Луцькому міському кладовищі Гаразджа, на Алеї почесних поховань. Прим. Прес-центр ООС повідомляв, що 25.11.2018 в ході бойових дій двоє захисників дістали поранення неподалік Станиці Луганської. |
| 4088     |                  | Шуригін Микола Олександрович               | 21 липня 1984, мешканець с. Олександрівка (Білозерський район) Херсонська область. Солдат, гранатометник 79 ОДШБр. Закінчив Херсонське ВПУ № 2. На фронті — з 2015, служив у 80 ОАеМБр. В серпні 2018 підписав черговий контракт. Залишились батьки. | 25 листопада 2018 | Загинув в зоні проведення ООС в Донецькій області від кульового поранення (обставини не уточнені). Похований в с. Олександрівка. Прим. Прес-центр ООС повідомляв, що 25.11.2018 в ході бойових дій двоє захисників дістали поранення неподалік Станиці Луганської, у Донецькій області втрат немає. |
| 4089     |                  | Проданюк Сергій Григорович                 | 5 березня 1969, Кіровоградська область. Мешкав у с. Оселівка Кельменецький район Чернівецька область та м. Чернівці. Солдат 10 ОГШБр. З двох років виховувався у дитячому будинку у Чернівцях. Навчався в Одеському медучилищі. Жив з бабусею, нині покійною, в селі. Пройшов бойові дії в Нагорному Карабаху, 1990-го зазнав контузії. В 2015 приєднався до УДА, інженерно-саперна служба, позивний «Сірий». У жовтні 2017 вступив на військову службу за контрактом, після навчань на полігоні у Старичах відбув до 10 ОГШБр. Залишились мати та сестра на Миколаївщині, дядько у Чернівцях. | 29 листопада 2018 | Загинув від смертельного поранення у бойовому зіткненні в ході виконання бойового завдання у складі резервної групи, яка здійснювала прочісування та «зачистку» місцевості поблизу с. Кримське (Новоайдарський район), де з боку окупованого с. Сокільники діяла ворожа ДРГ. Солдат зайшов за лінію зіткнення і потрапив у засідку. В ході бою, особисто знищив одного бойовика. Розшукати загиблого не вдалось (того ж дня у бригаді повідомили про зникнення бійця). 05.12.2018 тіло було передане українській стороні у м. Щастя в присутності спостерігачів СММ ОБСЄ. Похований на Алеї Слави Центрального кладовища Чернівців у Годилові.                                     |
| 4090     |                  | Логін Андрій Михайлович                    | 25 січня 1980, Миколаїв Миколаївська область. Солдат 1 ОТБр. У 1995 році закінчив 9 класів Миколаївської середньої школи та переїхав до с. Рижанівка Звенигородського району Черкаської області. Отримав професію водій автомобілів категорії «В», «С». 20.07.2018 був призваний на військову службу за контрактом у в/ч А1815 на посаду механіка — водія. Не одружений, дітей не має. Залишився брат. | 30 листопада 2018 | Загинув (помер) під час несення служби в Донецької області. Похований у с. Рижанівці. Прим. У Пресцентрі ООС повідомляли, що за добу 30.11.2018 внаслідок бойових дій жоден український захисник не загинув і не був поранений. |
| Грудень  |                  |                                            | |                   | |
| 4091     |                  | Іванішко Олександр Сергійович              | 27 січня 1987, Кам'янське Дніпропетровська область. Молодший сержант, старший механік-водій 3-ї танкової роти танкового батальйону 92 ОМБр. Вступив на військову службу за контрактом у лютому 2018. З літа служив у 92 ОМБр, танковий батальйон перебував у резерві. | 1 грудня 2018     | Загинув у ніч на 1 грудня внаслідок нещасного випадку в зоні ООС (місце й обставини не уточнено). Похований на Романківському кладовищі Кам'янського. |
| 4092     |                  | Хлівний Богдан Геннадійович                | 26 лютого 1993, Кривий Ріг (Довгинцівський район міста) Дніпропетровська область. Старший солдат, стрілець-помічника гранатометника 2-го механізованого взводу 3-ї механізованої роти 1-го механізованого батальйону 14 ОМБр. Закінчив Криворізьку спеціалізовану школу № 9 з поглибленим вивченням економіки, права та іноземних мов, Криворізький технічний коледж НМетАУ. Заочно навчався у ДЮІ МВС України. 29.09.2016 вступив на військову службу за контрактом. Залишились мати і брат. | 4 грудня 2018     | Загинув близько 9:00 від кулі снайпера поблизу с. Новозванівка на Попаснянському напрямку. Похований на Алеї Слави Центрального кладовища Кривого Рогу. |
| 4093     |                  | Україна                                    | Баштанка Миколаївська область. Солдат 72 ОМБр. | 5 грудня 2018     | За повідомленням ЗМІ, поблизу с. Клинове (Бахмутський район) під час бойового чергування скоїв самогубство військовослужбовець 72-ї мехбригади. За фактом відкрите кримінальне провадження. |
| 4094     |                  | Василевський Віталій Анатолійович          | 16 червня 1967, 51 рік, мешканець м. Чернівці. Солдат 44 ОАБр. Призваний на військову службу за контрактом 05.09.2018 через Тернопільський ОМВК. Залишилася мати. | 6 грудня 2018     | Помер під час несення служби в Луганській області внаслідок ішемічної хвороби серця, — близько 13:45 був знайдений співслужбовцями у стані без свідомості, в районі розташування підрозділу у с. Боровеньки (Кремінський район), на місці заготівлі та зберігання дров. Медик в/ч робив масаж серця та штучне дихання, але це не дало результатів, був доставлений у 59-ї військовий мобільний госпіталь, м. Сєвєродонецьк. Похований у Чернівцях, на Алеї Слави Центрального міського кладовища. |
| 4095     |                  | Коломієць Олександр Олександрович          | 24 жовтня 1989, Драбівці Золотоніський район Черкаська область. Мешкав у с. Маркізівка Золотонінського району. Молодший сержант, заступник командира бойової машини — навідник-оператор 1-го гірсько-штурмового відділення гірсько-штурмового взводу 2-ї гісько-штурмової роти 2-го гірсько-штурмового батальйону 128 ОГШБр. 2007 закінчив Драбівецький НВК, працював охоронцем у фірмі «Агротрейд». Після строкової служби в 72 ОМБр працював охоронцем у різних фірмах в Черкасах до липня 2014. З 31.07.2014 до жовтня 2015 служив за мобілізацією, 128 ОГПБр, оператор-навідник БМП-2, у боях за Дебальцеве дістав контузію, після лікування боронив Станицю Луганську. 31.03.2016 підписав контракт. Залишились батьки і сестра. | 7 грудня 2018     | Загинув увечері від смертельного кульового поранення під час виконання бойового завдання на спостережному посту поблизу с. Богданівка (Волноваський район). Похований у с. Маркізівка. |
| 4096     |                  | Куроп'ятник Віктор Миколайович             | 16 листопада 1973, Аджамка Кропивницький район Кіровоградська область. Мешкав у м. Кропивницький. Старший сержант, командир десантно-штурмового відділення 1-го десантно-штурмового взводу 8-ї десантно-штурмової роти 3-го десантно-штурмового батальйону 79 ОДШБр. Навчався у Кіровоградській школі ДОСААФ, здобув фах тракториста-машиніста. Строкову службу проходив у ракетних військах. З 2007 працював у ТОВ «Залізобетонні вироби М-400» мотористом бетонозмішувального обладнання та оператором-мотористом електропневмонасосів. З 08.05.2015 до 20.07.2016 служив за мобілізацією, 501 ОБМП 36 ОБрМП, командир 3-го відділення 1-го штурмового взводу 3-ї десантно-штурмової роти. З квітня 2017 працював у ТОВ «Агроліга Трейд». 21.10.2018 підписав контракт на службу в ДШВ. Залишились дружина та троє синів. | 13 грудня 2018    | Загинув о 16:13 під час обстрілу поблизу с. Гнутове на Маріупольському напрямку від кулі снайпера у голову. Похований на Алеї Почесних воїнських поховань Рівнянського кладовища м. Кропивницького. |
| 4097     |                  | Мороз В'ячеслав Михайлович                 | 29 січня 1968, 50 років, мешканець с. Добровілля (Васильківський район) Дніпропетровська область. Військовослужбовець відділення зв'язку 79 ОДШБр. | 13 грудня 2018    | Помер від серцевого нападу під час виконання бойового завдання на бойовому посту в районі проведення ООС. |
| 4098     |                  | Простяков Владислав Дмитрович              | 16 жовтня 1996, Вільногірськ Дніпропетровська область. Мешкав у Дніпрі. Солдат, навідник (КПВТ) 5-ї роти 2-го батальйону 79 ОДШБр. 2015 здобув фах кулінара у Дніпровському центрі профтехосвіти туристичного сервісу, працював у закладах харчування Дніпра. 2016 був призваний на строкову військову службу, 10.11.2016 підписав контракт. Залишились батьки. | 13 грудня 2018    | Під час обстрілу поблизу с. Гнутове на Маріупольському напрямку дістав тяжкі поранення, що виявились несумісними із життям. Помер у військовому шпиталі в м. Маріуполь. Похований у Вільногірську. |
| 4099     |                  | Лошкарьов Денис Олександрович («Мол»)      | 9 березня 1979, Херсон. Молодший лейтенант, командир взводу снайперів (станом на березень 2017 — командир 3-го відділення снайперського взводу СпП) БСП «Донбас» 15-го окремого полку НГУ. Юрист (цивільне процесуальне та господарське право), директор ТОВ "Юридичне агентство «Дерн, Лошкарьов та партнери». Спортсмен. Мисливець. Займався громадською та політичною діяльністю, на виборах у 2012 був членом ОВК від БЮТ. Активний учасник Революції Гідності, зокрема подій 18.02.2014 у Маріїнському парку перед ВР, лідер Херсонської Самооборони, учасник захисту Херсонської ОДА в березні 2014. Голова апеляційного комітету Херсонської обласної федерації футболу. Голова ГО «Українська військова організація Херсонщини». Записався добровольцем у загін самооборони при Херсонському військоматі. Після отримання повістки 03.02.2015, підписав контракт з НГУ до закінчення особливого періоду. Пройшов бої за Широкине. З групою снайперів-розвідників виконував завдання у складі ССО з розвідки та контрснайперської боротьби по всій лінії фронту. Залишились дружина та троє дітей, — два сини і донька. | 15 грудня 2018    | Загинув від кулі снайпера поблизу с. Гнутове на Маріупольському напрямку. Похований у Херсоні, на кладовищі Геологів, на Меморіалі пам'яті загиблих бійців АТО. |
| 4100     |                  | Гребенюк Олексій Михайлович                | 3 квітня 1969, Кролевець Сумська область. Сержант, снайпер 72 ОМБр. 1987 закінчив Глухівське СПТУ-15 за фахом столяра-тесляра. У 1987—1989 проходив строкову службу у 103-ій повітряно-десантній дивізії (СРСР) на посаді начальника радіостанції та командира відділення, брав участь у бойових діях в Афганістані, нагороджений медаллю «За бойові заслуги». Працював в «Сумиводгосп» (міжрайонне управління водного господарства). З 14.03.2015 до квітня 2016 проходив службу за мобілізацією в зоні АТО, 17 ОТБр. У червні 2017 підписав контракт і повернувся на фронт. Залишились дружина, син та донька. | 17 грудня 2018    | 7 листопада дістав тяжке поранення у живіт, з ушкодженням внутрішніх органів, поблизу с-ща Новолуганське на Світлодарській дузі. З військового госпіталю Бахмута був доставлений до реанімації в м. Харків, звідки 13.11.2018 літаком переправлений до Києва. 40 діб боровся за життя, помер у Головному військовому госпіталі, не приходячи до свідомості. Похований у Кролевці на Варварівському кладовищі. |
| 4101     |                  | Крушельницький Остап Євстахович            | 10 серпня 1967, 51 рік, Стратин Рогатинський район Івано-Франківська область. Старший солдат, військовослужбовець 8 ОГШБ 10 ОГШБр. Залишились мати, дружина і троє дітей. | 24 грудня 2018    | Помер від гострої серцевої недостатності під час несення служби на території проведення ООС в Луганській області. Похований в с. Стратин. |
| 4102     |                  | Тоненьков Євген Валерійович («Сталкер»)    | 24 квітня 1990, Маріуполь Донецька область. Мешканець смт Розділ Миколаївський район (Львівська область). Солдат, навідник 1-го відділення 3-го взводу 1-ї роти 109 ОГШБ 10 ОГШБр. З родини військових. Рано втратив матір, школу закінчив у с. Садове Ставропольського краю РФ, де жив у бабусі. 2005—2008 навчався у Маріупольському будівельному коледжі. Попрацював у конвертерному цеху металургійного комбінату «Азовсталь», на різних підробітках — зварником та ін. З серпня 2014 перебував у складі БСП «Донбас», зокрема, у Лисичанську, з 16.02.2015 до 15.04.2016 служив у батальйоні за мобілізацією, стрілець 6-го відділення 2-го взводу 4-ї роти, пройшов бої за Широкине. З вересня 2016 служив за контрактом у 3-ій роти 16 ОМПБ «Полтава», разом з побратимами, які перейшли в ЗСУ з «Донбасу», з липня 2017 по березень 2018 ніс службу на передовій. 04.09.2018 підписав контракт з 10 ОГШБр. Під час війни у грудні 2015 одружився, дружина — медик «Донбасу» та 10 ОГШБр, воювали разом, мешкали на її Батьківщині, у Роздолі на Львівщині. Батьки померли, залишилися брат, дружина та 2-річний син. | 25 грудня 2018    | Помер вдень у лікарні Сєвєродонецька від кульового поранення у голову, яке дістав 24 грудня о 20:50 під час бойових дій поблизу с. Кримське (Новоайдарський район). Похований в смт Розділ. |
| 4103     |                  | Тарновецький Ігор Іванович                 | 12 червня 1985, Неполоківці Кіцманський район Чернівецька область. Старший лейтенант, начальник геоінформаційної служби штабу 28 ОМБр, військовий топограф. Мріяв стати військовим, але до військового училища не потрапив, — не пройшов медкомісію. У 2008 признаний непридатним до військової служби. Випускник ЧНУ ім. Федьковича (2007, біологічний факультет, інженер землевпорядник). 2006 працював землевпорядником Центру Держземкадастру (м. Кіцмань); 2007 — помічник юриста у ТОВ «Готель Буковина»; помічник районного землевпорядника, Департамент ДМБК і ЗВ міської ради м. Чернівці; 2008—2009 — інспектор, головний спеціаліст, Держземінспекція України, м. Чернівці; з 2014 — технік землевпорядник ЧРФ Держземкадастру м. Заставна. У 2015 залишив високо оплачувану роботу та був мобілізований як доброволець. 03.08.2016 підписав контракт, з кінця 2016 брав участь у бойових діях. Проходив службу на посаді геодезиста у в/ч А2308 (161-й топогеодезичний центр). На початку 2017 призначений у 28 ОМБр. Крайній раз вирушив в зону ООС 19.12.2018. Мати померла, залишився батько. | 26 грудня 2018    | Помер від серцевого нападу в м. Курахове (Донецька область). Похований в с. Оршівці Кіцманського району. |

## Втрати силових структур в тилу під час війни
Мельник Дмитро, Іванівка (Великописарівський район) Сумська область. Мешкав у м. Коростень Житомирська область. Учасник АТО, капітан, 81 ОАеМБр, 95 ОДШБр, інструктор з парашутно-десантної підготовки. Навчався у Харківському вищому військовому авіаційному училищі радіоелектроніки. 2000—2005 проходив службу у Борисполі. Брав участь у бойових діях, зокрема у 2015 році. З 2017 почалися проблеми з серцем, двічі був у стані коми. Помер 08.10.2018 в Коростені від обширного інфаркту. Поховання в с. Іванівка. Дружина — медик у десантній військовій частині, перебуває у декретній відпустці.
 Петренко Іван Миколайович, 05.08.1972, Умань Черкаська область. Мешкав у м. Дніпро. Полковник, льотчик 1-го класу, заступник командира з авіації — начальник авіації ПвК «Схід». Шкільні роки пройшли у військовому містечку в с. Курилівка (Куп'янський район). Батько був військовим льотчиком-інструктором в льотному училищі, Іван також з дитинства мріяв про небо. 1993 закінчив Харківське вище військове авіаційне училище льотчиків. Пройшов шлях від льотчика-інструктора до командира бригади. Проходив службу в Умані, до 2011 — в авіаційній частині смт Озерне, у 2012—2014 (?) командував 40 БрТА (м. Васильків). Станом на лютий 2017 — заступник командира ПвК «Схід». В авіації — близько 25 років, мав понад 1100 льотних годин на винищувачах різного типу (Л-39, Су-27, МіГ-29). Підготовлений до ведення бойових дій в якості інструктора в повному обсязі курсу бойової підготовки вдень і вночі у складних метеоумовах. Нагороджений орденом Данила Галицького (2012), відомчими нагородами та відзнаками. Учасник АТО, брав участь у бойових діях на Донбасі, зокрема в спеціальних операціях. Загинув 16.10.2018 внаслідок катастрофи винищувача Су-27УБ, бортовий номер 70 («синій»), що належав 831 БрТА. Авіакатастрофа сталася близько 17:00 під час виконання навчально-бойового польоту в рамках багатонаціональних навчань «Чисте небо — 2018», поблизу с. Уланів Хмільницького району Вінницької області. За словами свідків, винищувач почало крутити, він втрачав висоту, пілоту вдалось відвести його від села. Літак впав у полі між селами Уланів та Пагурці. Загинули два члени екіпажу, другий пілот — Сет Нерінг, військовослужбовець Повітряних сил Національної гвардії США. У полковника Петренка залишилися дружина та донька. Похований 29 жовтня в Умані, на кладовищі «Софіївська Слобідка».
 Сет Нерінг, прізвисько «Джетро» (Seth Nehring, «Jethro»), 44 роки, Фресно, штат Каліфорнія США. Мешкав у Ріно (Невада). Підполковник, пілот 144-го бойового крила Повітряних сил Національної гвардії Каліфорнії (CA ANG). На військовій службі з грудня 1994, був начальником екіпажу винищувача F-16, навчався в офіцерській школі та отримав посаду пілота. Літав на винищувачах F-16 Viper (2050 годин) та на F-15 Eagle (224 години). Мав понад 20 років досвіду роботи пілота у ВПС США та Національної повітряної гвардії Каліфорнії. Під час багатонаціональних навчань «Чисте небо — 2018» в Україні вперше був залучений до тренувань чи операцій закордоном. Загинув 16.10.2018 внаслідок катастрофи винищувача Су-27УБ, бортовий номер 70 («синій»), що належав 831 БрТА. Авіакатастрофа сталася близько 17:00 під час виконання навчально-бойового польоту, поблизу с. Уланів Хмільницького району Вінницької області. За словами свідків, винищувач почало крутити, він втрачав висоту, пілоту вдалось відвести його від села. Літак впав у полі між селами Уланів та Пагурці. Загинули два члени екіпажу — штурман полковник Іван Петренко і другий пілот підполковник Нерінг. Поховання 17.11.2018 на кладовищі м. Кловіс (округ Фресно, Каліфорнія). Залишились мати, батько і зведена сестра.
 Куцин Петро Петрович, 29.08.1977, Ганичі Тячівський район Закарпатська область. Учасник АТО/ООС, солдат, 128 ОГШБр. Закінчив вищий навчальний заклад, працював в органах внутрішніх справ. У 2016 був призваний на військову службу, підписав контракт. У середині жовтня, повертаючись додому у відпустку, отримав травму несумісну з життям. Залишились мати, брат і донька.
 Пахунов Володимир Русланович, 1976 р. н., Вараш Рівненська область. Учасник АТО, солдат, десантник. З лютого 2015 по березень 2016 проходив службу за мобілізацією. У 2017 підписав контракт на півроку, у березні 2018 уклав контракт ще на три роки. Помер 01.11.2018 після тривалої хвороби, що пов'язана з проходженням військової служби. Похований у Вараші. Без батька лишились двоє дітей.
 Колотій Ігор, 24 роки, Полтавська область. Учасник ООС, військовослужбовець НГУ. Навчався в педагогічному коледжі на вчителя фізкультури. Проходив службу у 26-му окремому батальйоні, в/ч 3059, м. Кременчук. У жовтні 2018 перевівся до Києва, винаймав квартиру, в листопаді мав одружитись. Вранці 02.11.2018 нацгвардійця без ознак знайшли на газоні біля житлових будинків у Дніпровському районі Києва, по вулиці Харківське шосе, 16, з вибуховими травмами в області живота внаслідок підриву гранати. Основна версія слідства — самогубство.
 Телегій Віктор Андрійович, 1973 р. н., Острів (Сокальський район) Львівська область. Мешканець м. Сокаль. Учасник АТО/ООС, старший лейтенант, 24 ОМБр, старший офіцер батареї БрАГ. Закінчив механіко-технологічний факультет «Львівської політехніки» та економічний ЛНУ ім. І. Франка. Був призваний за мобілізацією до 24-ї бригади, два роки воював на фронті, дістав поранення руки, повернувся додому. Учасник Об'єднання футбольних клубів Сокальського району, арбітр Кубку «Весни» 2017. На військовій службі за контрактом — з 27.11.2017. У жовтні 2018 брав участь у заходах до Дня захисника України в м. Сокаль, зустрічі з учасниками бойових дій в Сокальській районній бібліотеці. Помер у ніч на 04.11.2018 в казармі на території Яворівського гарнізону внаслідок гострої серцевої недостатності. Поховання в с. Острів. Залишились мати, дружина та дві доньки. Прим., можливо, та сама людина — Телегій Віктор Андрійович, 1973 р. н., у 2014 — голова Сокальської районної виборчої комісії, член комісії від ВО «Батьківщина»; у 2015 — член громадської ради при Сокальській РДА, уповноважений представник ГО «Асоціація перевізників та власників транспортних засобів» м. Червонограда та Сокальського району; ФОП Телегій В. А., 09.03.1973, смт Жвирка Сокальський район.
 Кушнір Олег Сергійович, 27.08.1967, Одеса. Учасник АТО/ООС, полковник медичної служби, начальник Клініки невідкладної медичної допомоги, інтенсивної терапії, анестезіології, реанімації та детоксикації, провідний анестезіолог ВМКЦ Південного регіону (Одеський військовий госпіталь), асистент кафедри анестезіології інтенсивної терапії з післядипломної практики ОНМедУ, кандидат медичних наук (2015), автор наукових праць. Був нагороджений Почесною відзнакою Одеського міського голови («Подяка») за порятунок постраждалих в Одесі 2 травня 2014, багатьма військовими відзнаками. Цілодобово рятував поранених на фронті бійців, як у ВМКЦ (м. Одеса), так і в польових госпіталюх. Помер вранці 07.11.2018 на робочому місці, під час проведення чергової операції, — не витримало серце. Протягом трьох годин його намагалися повернути до життя, але безрезультатно. Похований на Західному кладовищі Одеси. Залишився син. 31.01.2019 нагороджений орденом Данила Галицького (посмертно).
 Романюк Руслан Богданович, 1977 р. н., Білозірка (Лановецький район) Тернопільська область. Учасник АТО/ООС. З 5-місячного віку Русланом опікувались бабуся з дідусем. З травня 2016 служив у ЗСУ за контрактом, зокрема в Маріуполі. Вбитий у Дніпрі, — тіло військовослужбовця виявили 14.11.2018 в центральній частині міста, на площі Старомостовій, в закинутій будівлі поблизу вокзалу, з ознаками насильницької смерті і понівеченим обличчям. За попередніми даними смерть настала внаслідок удушення. За даними ЗМІ Руслан їхав у відпустку до рідного села, на залізничному вокзалі Дніпра в нього вкрали документи та особисті речі, і він майже тиждень жив на вокзалі, чекав на відновлення документів. На вокзалі йому допомагали волонтери, оскільки він лишився без грошей, вони його й упізнали, коли знайшли тіло. Похований у Білозірці. З рідних в Україні залишилась лише тітка. Мати давно мешкає в РФ і на похорон не приїхала.
 Березенський Вадим Миколайович, 34 роки, Ізяслав Хмельницька область. Майор ДПСУ, начальник ВПС «Ділове» Мукачівського прикордонного загону. Очолив відділ 06.11.2018, до того був начальником ВПС «Чоп» Чопського ПЗ. Закінчив Національну академію ДПСУ ім. Б. Хмельницького, факультет підготовки керівних кадрів, спеціальність «Безпека державного кордону». 15.11.2018 пізно ввечері, під час проведення сумісної з румунськими прикордонниками операції із припинення діяльності контрабандистів, неподалік річки Тиса українські прикордонники затримали чоловіка в гідрокостюмі з великою сумкою грошей. У ході первинного опитування затриманого на начальника відділу «Ділове» інша невідома особа здійснила наїзд автомобілем «Ауді». У результаті наїзду офіцер-прикордонник отримав тяжкі травми (важкий травматичний шок, політравма грудної клітки і органів черевної порожнини), перебував у реанімаційному відділенні Рахівської ЦРЛ в стані коми, помер 17.11.2018 о 17:05. Похований на Центральному кладовищі Ізяслава, на Алеї почесних поховань, на прощанні з офіцером прикордонником був присутній Голова ДПСУ Петро Цигикал. Залишились батьки, дружина та двоє дітей, — син і донька. Водій після нападу втік, але його особу встановили і 17 листопада він вже був затриманий (за джерелами Mukachevo.net, 34-річний мешканець Рахова сам здався поліції після оголошення у розшук). Указом Президента України від 19.11.2018 № 376/2018 нагороджений орденом Богдана Хмельницького ІІІ ступеня (посмертно).
 Денейко Дмитро Олександрович, 22.07.1978, Харків. Учасник АТО, старший прапорщик, 302 ЗРП (в/ч А1215). Помер 24.11.2018 у військовому шпиталі від онкохвороби. Залишилась дружина та донька.
 Ольшевський Дмитро Петрович, 1978 р. н., Хмельницька область. Мешкав у м. Новоград-Волинський. Учасник АТО з 2014, офіцер, 51 ОМБр та 14 ОМБр, заступник командира батальйону з тилу. Помер 30.11.2018 внаслідок онкохвороби. Залишились дружина та дві доньки.
 Позур Юрій Сергійович, 15.01.1980, мешканець м. Яворів Львівська область. Учасник АТО, військовослужбовець в/ч А4150, Міжнародний центр миротворчості та безпеки (Яворівський полігон). Раніше був підприємцем (ФОП, роздрібна торгівля). Пройшов службу в зоні АТО, після демобілізації підписав контракт. Помер 07.12.2018. Похований у Яворові.
 Колісник Олег, 28.11.1994, Московський Бобрик Лебединський район Сумська область. Учасник АТО. Старший солдат, в/ч А1358 (47-й арсенал зберігання боєприпасів). Найстарший син у багатодітній родині. Не одружений. 09.11.2015 був призваний на строкову військову службу, в подальгому продовжив службу за контрактом. Загинув 07.12.2018, — потрапив під потяг в районі селища Дачний Славутського району Хмельницької області. Похований в с. Михайлівка Лебединського району, де мешкає сім'я. Залишились батьки, троє братів і сестра.
 Криштопа Павло Миколайович, 09.09.1987, мешканець м. Берислав Херсонська область. Зареєстрований у с. Грушівка (Апостолівський район) Дніпропетровська область. Старший матрос, військовослужбовець 198 НЦ ВМС ЗСУ (в/ч А3163, Миколаїв). Мав професійно-технічну освіту. Працював охоронцем у ВАТ «Берисласький машинобудівний завод». Був депутатом Бериславської міськради VII скликання (з 2015) та головою Бериславської райорганізації РПЛ. Вступив на військову службу за контрактом. За повідомленнями ЗМІ, нещодавно повернувся з фронту, де перебував у складі 36 ОБрМП, прибув на полігон поблизу м. Олешки Херсонської області. 11.12.2018 був знайдений повішеним у лісопосадці (самогубство). Залишились дружина та 8-ми річна донька.
 Конопльов Олександр Володимирович («Гашан»), 1972 р. н. Підгородне Дніпропетровська область. Старший солдат, 74 ОРБ, рота глибинної розвідки. Помер 13.12.2018 на полігоні внаслідок серцевого нападу. Похований у Підгородному.
 Фоменко Олександр Васильович, 1975 р. н., Шостка Сумська область. Мешкав в смт Озерне Житомирський район Житомирська область. Учасник АТО 2014. Майор, начальник повітряно-вогневої й тактичної підготовки 39 БрТА (в/ч А2038) ПвК «Центр», льотчик 1-го класу. 1996 закінчив Харківський інститут льотчиків. Освоїв літаки: Л-39, МіГ-29, Су-27, загальний наліт — 482 години, у 2018 — 45 годин. Був підготовленим до ведення бойових дій в повному обсязі «Курсу бойової підготовки», а в ролі інструктора — у простих та складних метеорологічних умовах вдень. Загинув 15.12.2018 близько 15:00 в ході виконання планового польоту в результаті падіння літака Су-27 (бортовий номер 55 «синій», приписаний до в/ч А1435) під час заходу на посадку на військовому аеродромі «Озерне», смт Озерне, Житомирська область. Винищувач розбився у 2-х км від злітно-посадкової смуги. Після прощання в Озерному похований у Шостці. Залишилися дружина та донька.
 Хомак Олександр Миколайович, 43 роки, Чемерівці Хмельницька область. Учасник АТО, 128 ОГШБр, старший механік-водій, санінструктор. Був призваний за мобілізацією на початку березня 2015. Нагороджений пам'ятною медаллю «За оборону Щастя». 28.09.2018 підписав контракт. Помер у Хмельницькому військовому госпіталі внаслідок важкої хвороби. Похований 19.12.2018 в смт Чемерівці.

## Померлі демобілізовані учасники АТО
Гнідо Юлія Михайлівна, 19.06.1975, Березівка Одеська область. Мешканка м. Монастирище Черкаська область. Учасниця АТО, старший лейтенант медичної служби, 72 ОМБр, начальник медпункту 1-го механізованого батальйону. Лікар-стоматолог. У 1992—1993 працювала санітаркою в медпрофілакторії. 1998 закінчила Одеський медуніверситет, стоматологічний факультет. У 1997 проходила військово-медичну підготовку при ОДМУ. Працювала медсестрою в ООКП № 1, лікарем-стоматологом в Уманській стоматполіклініці, з вересня 1999 — у стоматологічному відділенні Монастирищенської ЦРЛ. 10.12.2016 вступила на військову службу за контрактом, 20 грудня виїхала на передову — в Авдіївку. 06.11.2017 звільнилася зі служби у запас за станом здоров'я. Останній час проживала на Полтавщині. Померла 01.10.2018. Залишилися мати і син.
 Штурмак Віктор Євгенович, 02.09.1981, Старий Мізунь Долинський район Івано-Франківська область. Мешкав в смт Вигода Долинського району. Учасник АТО, лейтенант, 93 ОМБр, оперативний черговий офіцер командного пункту бригади. Закінчив НУ «Львівська політехніка», на військовій кафедрі отримав спеціальність «лейтенант-хімік». Працював на Долинському ГПЗ. Активний учасник Революції Гідності. З початку війни займався волонтерством, здійснив 14 поїздок в зону АТО. Мобілізований 01.02.2015, після підготовки у 184 НЦ був направлений до 93 ОМБр на посаду офіцера відділення бойової підготовки, служив у штабі бригади на Дніпропетровщині, займався підготовкою новобранців на полігоні, згодом написав рапорт, щоб поїхати на передову. З 13.04.2015 по 11.03.2016 перебував у зоні АТО, пройшов бої в районі Донецького аеропорту — Піски, Очеретине, Тоненьке, Водяне (Ясинуватський район). Нагороджений нагрудними знаками «Учасник АТО», «93-тя окрема гвардійська механізована бригада», «За досягнення у військовій службі» ІІ ст. (відзнака НГШ). 2016 отримав відзнаку міста Долини «Орден імені Омеляна Антоновича» за видатні заслуги перед містом. Після повернення з фронту продовжив волонтерську діяльність та роботу на заводі, займався бізнесом — ФОП, один із засновників ТОВ «Еко-Перфект» (лісове господарство). Загинув 03.10.2018 в ДТП, яка трапилася на в'їзді у м. Долина по вул. Данила Галицького близько 9:00, — перебуваючи за кермом а/м ВАЗ-21015, не впорався з керуванням, виїхав на зустрічну смугу, де допустив зіткнення з пасажирським автобусом «Mercedes-Benz Sprinter» сполученням «Долина — Івано-Франківськ». Водій ВАЗу загинув на місці, 8 осіб травмовані. Залишились батьки (мешкають за кордоном), дружина та двоє малолітніх дітей, — син і донька.
 Колотюк Руслан Федорович, 25.01.1977, Баранівка Житомирська область. Учасник АТО 20142015. Помер вдома 26.09.2018, похований 05.10.2018 в м. Баранівка.
 Фордук Олександр Григорович, 12.08.1964, 54 роки, Берегомет Вижницький район Чернівецька область. Учасник АТО 2015—2016, старший лейтенант, 14 ОМБр, танкова рота. Під час війни проходив службу за мобілізацією в зоні АТО. Помер 07.10.2018 внаслідок хвороби. Похований в смт Берегомет. Залишились дружина і п'ять доньок (три рідні і дві прийомні).
 Ісаченко Андрій Олександрович, 1991 р. н., Южноукраїнськ Миколаївська область. Учасник АТО. Помер 08.10.2018. Похований в Южноукраїнську.
 Король Володимир Іванович, 09.05.1977, Хорів (Острозький район) Рівненська область. Учасник АТО, два роки був на фронті. У соцмережі пишуть, що після повернення з війни про нього всі забули. Почав пити, з'їхав з батьківської хати, мешкав у закинутій будівлі на околиці села, підробляв на різних роботах. Помер на початку жовтня 2018. Похований в с. Хорів. Залишились мати і вітчим.
 Багаліка Олександр Миколайович, Буча Київська область. Учасник АТО. Помер внаслідок тяжкої хвороби. Поховання 10.10.2018 на центральному кладовищі м. Буча, на Алеї Слави.
 Спельт Євген Петрович («Вовчара»), 23.03.1976, Запоріжжя. Доброволець 8 ОБ «Аратта» УДА. 1998 закінчив ЗІЕІТ. Перебував у ДУК ПС та УДА до лютого 2017, воював разом із дружиною. Про смерть побратима повідомили 11.10.2018 на facebook-сторінці батальйону.
 Смолій Андрій Зеновійович, 1978 р. н., Золочів Львівська область. Демобілізований учасник АТО 2016—2017, солдат, 24 ОМБр, артилерійський взвод. Тричі був у зоні бойових дій на території проведення АТО: 28.08.2016—29.10.2016, 06.02.2017—15.06.2017 та 17.07.2017—21.07.2017. Раптово помер 11.10.2018 у Польщі.
 Куценко Микола Миколайович, 15.01.1984, Володимир-Волинський Волинська область. Учасник АТО 2014—2015, 51 ОМБр, 1-й мехбатальйон, заступник командира взводу у піхотній роті. Помер 14.10.2018 від раку головного мозку. Залишилась дружина та двійня немовлят.
 Акіншин Сергій Петрович, 03.05.1974, мешканець м. Харків. Учасник АТО, доброволець, фельдшер, ймовірно, 8 ОБ «Аратта» ДУК ПС. Закінчив Харківський медичний університет, лікар-педіатр. Помер під час поїздки до Одеси, про смерть повідомили у соцмережі 15.10.2018. Залишились батьки, маленька донька.
 Назарук Богдан Федорович, 01.09.1961, 57 років, мешкав в смт Отинія Коломийський район Івано-Франківська область. Демобілізований учасник АТО. Помер 18.10.2018 внаслідок онкологічної хвороби. Похований в с. Одаї (Тисменицький район).
 Тетерук Михайло Володимирович, 1978 р. н., Ольгине (Горностаївський район) Херсонська область. Демобілізований учасник АТО 2014—2015, солдат, 93 ОМБр. У 1996—1998 проходив строкову службу артилеристом в АР Крим. З серпня 2014 до жовтня 2015 служив за мобілізацією, пройшов бої за Донецький аеропорт, Піски, Опитне. Під час бойових дій зазнав поранення і контузії. Після демобілізації працював в агрофірмі. Раптово помер вночі 21.10.2018. Похований в с. Ольгине.
 Ковальчук Михайло, 1984 р. н., Золочів Львівська область. Демобілізований учасник АТО. У жовтні 2018 потрапив до реанімаційного відділення Львівської обласної клінічної лікарні у важкому стані (цироз печінки). Помер вночі 22.10.2018. Залишились двоє дітей.
 Годованець Іван, Банилів Вижницький район Чернівецька область. Учасник АТО 2015 року. Захворів на двосторонню пневмонію. Помер 25.10.2018. Похований у Банилові.
 Батаєв Віктор Борисович («Дід»), 61 рік, мешканець м. Дніпро. Учасник АТО, старший сержант, 93 ОМБр, 7 механізована рота, заступник командира бойової машини — навідник-оператор. Рік воював поблизу с. Кримське (Новоайдарський район) в районі Бахмутської траси. Звільнений зі Збройних сил за віком, попри бажання залишитись у війську. 26.10.2018 зник під час виїзду на риболовлю в районі будинку № 1н на Набережній Перемоги м. Дніпро, — не повернувся додому, через добу знайшовся напівзатоплений човен, а через чотири доби знайшли тіло. Ознак насильницької смерті не виявлено, ймовірно, стався нещасний випадок. Похований у Дніпрі.
 Норік Сергій Миколайович («Яструб»), 28.03.1986, Норильськ РРФСР, у ранньому дитинстві переїхав з батьками на Донеччину, у с-ще Зоря (Костянтинівський район). З 2014 мешкав у м. Павлоград Дніпропетровська область. Учасник АТО з 2014, солдат, БСП «Донбас» НГУ, взвод БТР, старший інструктор — командир бойової машини. До війни працював будівельником, муляр 3 розряду. З початком бойових дій пішов добровольцем у батальйон «Донбас», після чого мати і старша сестра розірвали з ним стосунки. Пройшов бої за Іловайськ, 29.08.2014 був поранений під час виходу з оточення біля Червоносельського, потрапив у полон, разом з іншими пораненими переданий українській стороні (прим., в обмін на полонених російських десантників 98-ї повітряно-десантної дивізії), 1 вересня доставлений до лікарні у Павлоград. Після лікування жив у Павлограді, в гуртожитку. 27.10.2018 покінчив життя самогубством.
 Божков Олексій Романович, 61 рік. Учасник АТО 2014—2017, 34 ОМПБ «Батьківщина» 57 ОМПБр. Проходив службу з 13.08.2014 по 11.12.2017, зазнав поранення і контузії в зоні АТО, нагороджений медаллю «Захиснику Вітчизни» та недержавною відзнакою «За оборону рідної держави», звільнений за віком. Рідних немає, останнім часом проживав у Центрі реабілітації воїнів АТО м. Харків. 29.10.2018 вночі помер у лікарні внаслідок інсульту. Поховання у Харкові, на кладовищі № 18.
 Ваш Петро, Іршава Закарпатська область. Учасник АТО, доброволець. На фронті потрапив у полон, де зазнав катувань. Загинув (обставини не уточнено) наприкінці жовтня 2018, похований 29.10.2018 в Іршаві.
 Півовар Олег Теодозієвич, 30.09.1959, 59 років, мешканець с. Вільхівці (Жидачівський район) Львівської області. Учасник АТО, був демобілізований 29.03.2016. Після повернення з війни був активним представником ГО «Спілка учасників АТО Жидачівщини», брав участь у багатьох районних та обласних заходах, у вирішенні наболілих проблем своїх бойових побратимів та їхніх родин. Помер 30.10.2018.
 Малявський Мар'ян («Марік»), Золотники Теребовлянський район Тернопільська область. Учасник АТО, доброволець ДУК ПС, Медичний батальйон «Госпітальєри», медик. Працював рекламним менеджером. З початком війни вирушив на фронт, воював більше року. 01.11.2018 у соцмережі повідомили про смерть добровольця у Польщі. Похований 09.11.2018 в селі Золотники.
 Мердух Любомир Дмитрович, 17.10.1982, Вербівка (Рожнятівський район) Івано-Франківська область. Мешканець м. Львів. Учасник АТО, 45 ПОП НГУ, в/ч 4114 (Львів), помічник начальника військового наряду. Передчасно пішов з життя 01.11.2018. Похований у с. Вербівка. Залишились дружина, син та донька.
 Мицик Олексій Анатолійович, 1985 р. н., Знам'янка Кіровоградська область. Учасник АТО, 3 ОПСпП. Був мобілізований навесні 2015. Після повернення з фронту тривальй час хворів, з весни 2018 постійно перебував у лікарні. Помер внаслідок тяжкої хвороби в лікарні м. Кропивницького. Похований 06.11.2018 у Знам'янці. Батьки померли, залишилась сестра.
 Мащак Василь Борисович, 01.12.1981, мешканець Дрогобича Львівська область. Учасник АТО 2014—2015 (друга хвиля мобілізації), 44 ОАБр, медбрат. Помер 06.11.2018 в лікарні, після обширного (другого) інсульту. Похований у Дрогобичі, на Алеї Слави.
 Колодій Василь Миколайович, 24.05.1995, Кам'янка-Бузька Львівська область. Учасник АТО 2014—2017, в/ч А1463, механік-водій радіолокаційного вузла радіолокаційного відділення. Помер 09.11.2018 внаслідок тривалої тяжкої хвороби, у Варшаві (Польща), в Центрі онкології імені Марії Склодовської-Кюрі, де проходив лікування, переніс 3 сеанси хіміотерапії. Похований в м. Кам'янка-Бузька. Залишились батьки.
 Шульга Ігор Васильович («Немец»), 57 років, Вишеньки (Бориспільський район) Київська область. Учасник АТО, 25 ОМПБ «Київська Русь». Помер в лікарні під час лікування. Похований 12.11.2018 у с. Вишеньки. Залишилась мати.
 Ніколов Сергій Степанович, 05.03.1976, Одеса. Учасник Революції Гідності та АТО, 1 БОП НГУ ім. Кульчицького. Мав вищу освіту. Юрист, адвокат. На фронт пішов добровольцем у 2014, звільняв Слов'янськ. Після повернення з війни продовжив юридичну практику та громадську діяльність, на місцевих виборах 2015 балотувався до Одеської облради від УКРОПу, у 2018 був представником ГО «ВО Самооборона Майдану» у Раді громадського контролю при ДБР. Тривалий час боровся з тяжкою хворобою (рак легенів), проходив лікування у США. Помер 12.11.2018 в Україні. Похований в Одесі.
 Церцвадзе Георгій, 49 років, Київ. Мешкав у м. Сухумі Абхазька Автономна Республіка Грузія. Учасник АТО 2014—2015, доброволець ОЗСпП «Азов». Сім'я Гії повернулась в Грузію і мешкала в Сухумі, внаслідок війни стали біженцями. Підполковник МВС Грузії у відставці, був заступником командира загону СпП. Брав участь у бойових діях в Абхазії 1992—1993 та російсько-грузинській війні 2008. У 2014 став на захист України від російської збройної агресії. Останні роки інструктував військовослужбовців СБУ. 13.01.2017 був затриманий в аеропорту «Жуляни» за базою Інтерполу на запит РФ. У Києві, Тбілісі, Кутаїсі та Батумі пройшли масштабні акції на підтримку грузинського офіцера. Прокуратура закрила справу за відсутності доказів з боку РФ і 26 січня Георгія звільнили з-під варти, РФ було відмовлено в екстрадиції. Навесні 2018 повернувся до Грузії, боровся з онкохворобою. Помер 15.11.2018. Залишилась сім'я.
 Книшук Василь Петрович («Сирієць»), 27.07.1969, Ланчин Надвірнянський район Івано-Франківська область. Учасник АТО з 2014, доброволець батальйону «ОУН» і роти «Карпатська січ». В складі батальйону ОУН воював у Пісках, з літа 2015 — у «Карпатській січі», вступив на військову службу за контрактом, воював біля ДАП та у Кримському. Помер 16.11.2018. Поховання в смт Ланчин.
 Возний Сергій Володимирович, 20.03.1966, Мариничі Путильський район Чернівецька область. Мешкав у с. Костинці Сторожинецького району. Учасник АТО, 30 ОМБр та 54 ОМБр, 1-й мехбатальйон. У 1988—2000 працював у цеху підсобних промислів колгоспу ім. Мічуріна. У 2014 обраний Костинецьким сільським головою. З березня 2015 по травень 2016 проходив службу за мобілізацією в зоні АТО, воював у Попаснянському районі, на Світлодарській дузі. Після демобілізації повернувся до виконання обов'язків сільського голови — старости Костинецької сільрада Сторожинецької ОТГ. Помер 18.11.2018 внаслідок тяжкої хвороби. Поховання в с. Костинці. Залишились дружина та донька.
 Гаркуша Володимир Олександрович, 31.05.1971, Кіровоградська область. Мешкав у с. Ольшаниця Рокитнянський район Київська область. Учасник АТО 2016, прапорщик, в/ч А0543, 20-й арсенал інженерних військ, технік ремонтного взводу. Навчався в машинобудівному технікумі. Служив в українській армії 27 років: 1990—1992 проходив строкову службу, з листопада 1994 — за контрактом. З 16.02.2016 по 28.04.2016 брав участь в АТО у районі Маріуполя. Тоді ж почали турбувати болі. У квітні 2017 діагностований рак 4 стадії, проходив лікування в Київському госпіталі. У грудні 2017 встановлена непридатність до військової служби. Помер у листопаді 2018, про смерть повідомили волонтери у соцмережі 20.11.2018.
 Можаровський Андрій («Мажор»), учасник АТО, доброволець ASAP Rescue, позиція «Небо» (с-ще Піски). Три роки на війні, був водієм машини «швидкої допомоги». Помер/загинув 20.11.2018, про смерть добровольця повідомили побратими на facebook-сторінці Asap_небо (обставини не уточнені). Залишились мати, дружина та дві доньки.
 Занов'як Володимир Петрович, Добросілля Олешківський район Херсонська область. Учасник АТО. Раптово помер 20.11.2018. Похований у Добросіллі
  Пічак Роман Михайлович, 12.05.1975, Галущинці Підволочиський район Тернопільська область. Учасник АТО, 44 ОАБр. Проходив військову службу за контрактом з 31.03.16 по 21.09.18. Помер. Похований 22.11.2018 у c. Галущинці. Без батька залишились троє дітей.
 Точоний Олександр, Дроздівка Куликівський район Чернігівська область. Учасник АТО 2014—2015, 41 ОМПБ «Чернігів-2». Помер 21.11.2018 внаслідок серцевої хвороби. Похований у с. Дроздівка.
 Франко Сергій Юрійович, 43 роки, Глухівці Козятинський район Вінницька область. Учасник АТО. Воював рік та 10 місяців, на фронті дістав тяжке поранення та контузію. Після повернення додому працював водієм на хлібозаводі. Помер у листопаді 2018 через раптову зупинку серця. Похований в смт Глухівці. Залишились батьки, дружина та двоє дітей, — син і донька.
 Морозов Володимир Миколайович, 52 роки, Червоноград Львівська область. Учасник АТО 2014—2015, 80 ОДШБр, командир роти. Воював в районі м. Золоте на Луганщині. Помер 24.11.2018 у Львівській лікарні швидкої медичної допомоги від інсульту. Похований у Червонограді.
 Трофімчук Андрій, 26 років, Миколаїв. Учасник АТО 2014, десантні війська. З 2013 працював у порту «Ольвія». 2014 був призваний за мобілізацією, 7 місяців воював в зоні АТО. Після повернення з війни працював зварником на приватному підприємстві, одружився. З 2017 їздив на заробітки до РФ. Увечері 27.11.2018 загинув внаслідок падіння з 6-го поверху житлового будинку на вул. Айвазовського в Корабельному районі м. Миколаєва. За словами брата, Андрій зненацька викинувся з балкону, помер від травм до приїзду «швидкої». Поховання у Миколаєві. Залишились батьки, брат, дружина.
 Кобилинський Володимир Миколайович («Дяк»), 24.05.1959, 59 років, Товкачі Овруцький район Житомирська область. Сешкав у м. Овруч. Учасник АТО 2014, доброволець. Закінчив профтехучилище. Строкову службу проходив у Мінську. Займався підприємництвом, брав участь у розбудові місцевого храму УПЦ КП. 2014 пішов добровольцем на фронт. У 2015 балотувався до Овруцької міськради за списком партії «Громадянська позиція». Помер вранці 28.11.2018 внаслідок хвороби.
 Бабій Максим («Морпєх»), 26 років, мешканець м. Луцьк Волинська область. Учасник АТО 2014, 51 ОМБр, 1 БТГр. Пішов на фронт у першу хвилю мобілізації. Помер 02.12.2018 у Луцьку. Поховання в с. Новостав (Луцький район).
 Юркевич Михайло Михайлович, 12.11.1985, Борислав Львівська область. Учасник АТО з 2014, солдат, 1 БОП НГУ ім. Кульчицького. Вихованець Бориславського дитбудинку «Оріана». Активний учасник Революції Гідності. На фронт пішов добровольцем з початку бойових дій. Раптово помер уві сні 04.12.2018 в помешканні свого друга у Дрогобичі, де гостював. Напередодні повернувся з Чехії, де був на заробітках близько року. Залишились сестра і брат.
 Макоус Роман Зеновійович, 04.08.1979, Борислав Львівська область. Учасник АТО. Вчитель історії. До 2017 року був оперуповноваженим Стрийського ВП ГУ НП у Львівській області. Помер 04.12.2018. Похований у Бориславі. Залишились батьки, дружина та двоє дітей.
 Слиш Дмитро Володимирович («Барон»), 30.09.1964, Харків. Учасник АТО 2014—2015, доброволець, 92 ОМБр, водій. Працював водієм-далекобійником. Пішов на фронт добровольцем у серпні 2014, рік воював, зокрема в районі м. Щастя. Помер 08.12.2018 в госпіталі ветеранів війни після тривалої хвороби. Поховання 12 грудня на Алеї Слави у Харкові.
 Стефанишин Іван, Жовчів Рогатинський район Івано-Франківська область. Учасник АТО, ОЗСП «Азов», танковий батальйон «Холодний Яр». Помер в лікарні м. Києва внаслідок погіршенням стану здоров'я. Похований 12.12.2018 у с. Жовчів.
 Юрків Віктор Іванович («Бандера»), 24.12.1968, Самбір Львівська область. Учасник АТО, доброволець ДУК ПС і УДА, розвідник. З першого дня війни брав участь у звільненні Карлівки, Пісок, Авдіївки, Красногорівки, Старогнатівки, боях за Савур-Могили, де дістав тяжке поранення у серпні 2014. Воював на позиції «Шахта Бутівка». Помер 13.12.2018 в госпіталі м. Дніпро після тривалого лікування. Похований у Самборі, на Меморіалі. Залишились мати, дружина, 4 дітей, онуки.
 Давитаиа Гоча Шалвович, 1975 р. н., Бариш Бучацький район Тернопільська область. Учасник АТО, солдат, 44 ОАБр, водій взводу підвезення боєприпасів. З 2016 року проходив службу за контрактом. Нещодавно звільнився з лав ЗСУ у зв'язку із хворобою (рак печінки). Помер 13.12.2018. Залишилися дружина і двоє дітей, — син та донька. Поховання в с. Бариш.
 Бабіченко Віталій, 1985 р. н., мешкав у м. Фастів Київська область. Учасник АТО, сапер, пройшов дві ротації на фронті. Загинув 14.12.2018 внаслідок вибуху у Фастові, — близько 9:15, за адресою вул. Садова, 10, стався вибух в одній з квартир 5-поверхового будинку. Близько 22:00 під завалами знайшли тіла двох загиблих. Ще один чоловік зазнав травми, впавши з 5-го поверху, пошкоджено 27 квартир, для 17 сімей шукають тимчасове житло, о 00:26 15 грудня пошуково-рятувальні роботи та розбирання завалів завершено, у Фастові почали збір коштів на допомогу постраждалим мешканцям будинку.
 Туник Іван Орестович, Банилів Вижницький район Чернівецька область. Учасник АТО. Сержант, 25 ОПДБр. Проходив службу за мобілізацією з 29.01.2015 по 08.04.2016, на фронті — з 23.02.2016 по 07.04.2016. Про передчасну смерть ветерана повідомили у Вижницькій РДА 18.12.2018.
 Загородний Олександр Степанович, 1977 р. н., Чернівці. Учасник АТО, снайпер. Проходив службу з вересня 2015 по грудень 2016. Про передчасну смерть ветерана повідомили у Чернівецькій ОДА 18.12.2018.
 Скорупський Ігор Лаврентійович («Моцний»), 45 років, Жидичин Ківерцівський район Волинська область. Учасник АТО, 1-й БТрО «Волинь», 14 ОМБр. Помер внаслідок хвороби. Поховання 27 грудня в с. Жидичин. Залишились дружина та двоє дітей.
 Єпур Руслан, 41 рік, Ананьїв Одеська область. Учасник АТО. Трагічно загинув 22.12.2018 (повідомлення у соцмережі).
 Пашник Сергій Васильович, 44 роки, Калуш Івано-Франківська область. Учасник АТО 2015—2016, 14 ОМБр. Після демобілізації займався активною громадською діяльністю. Останній місяць перебував на роботі у Польщі. 25.12.2018 раптово помер через відрив тромбу і зупинку серця. Похований у Калуші. Залишилась дружина та діти.
 Бакулін Андрій Федорович, 29.06.1990, Новодмитрівка (Сахновщинський район) Харківська область. Учасник АТО. Після демобілізації раптово виявилась тяжка хвороба. Пролежав два місяці в комі у 22-ій інфекційній лікарні Харкова. Помер о 8:00 26.12.2018, не прийшовщи до свідомості. Похований у с. Новодмитрівка.
 Шумілов Сергій Володимирович, Тальне Черкаська область. Учасник АТО, воював два роки в Луганській області. Помер у Тальному наприкінці грудня 2018 через зупинку серця, про смерть ветерана повідомив родич у соцмережі 30.12.2018.
 Гребенюк Руслан, Стебник Львівська область. Учасник АТО, 80 ОДШБр. Помер 30.12.2018 (Самогубство). Поховання у Стебнику. Залишилась сім'я.